# Poggio San Vicino
Poggio San Vicino là một đô thị ở tỉnh Macerata ở vùng Marche, có vị trí cách khoảng 45 km về phía tây nam của Ancona và khoảng 30 km về phía tây bắc của Macerata. Tại thời điểm ngày 31 tháng 12 năm 2004, đô thị này có dân số 299 người và diện tích là 12,9 km².
Poggio San Vicino giáp các đô thị: Apiro, Cerreto d'Esi, Fabriano, Matelica, Serra San Quirico.